# Iapir borgmeieri
Iapir borgmeieri is een keversoort uit de familie Torridincolidae. De wetenschappelijke naam van de soort is voor het eerst geldig gepubliceerd in 1961 door Reichardt & Costa.